# Liza (Gattung)
Liza ist die artenreichste Gattung der Meeräschen (Mugilidae). Die Fische leben an den Küsten aller Weltmeere in tropischen, subtropischen und gemäßigten Zonen und gehen auch in Brackwasser. Zwei Arten, die Gold-Meeräsche (Liza aurata) und die Dünnlippige Meeräsche (Liza ramada), leben auch in der Nordsee.

## Merkmale
Liza-Arten werden 16 bis 75 cm lang. Ihr Maul ist von unten gesehen breit, die Dentalen bilden an ihrer Symphyse einen Winkel von 90° oder mehr. Das hintere Ende der Maxillare ist mehr oder weniger S-förmig, das vordere neigt sich über der Prämaxillare nach unten. Bei geschlossenem Maul reicht sie bis über die Mundwinkel. Das gesägte anteriorventrale Ende des Tränenbeins ist mehr oder weniger konkav und hat Kontakt zum Mundwinkel, das bauchseitige Ende ist breit und eckig. Eine durchsichtige Nickhaut ist bei ausgewachsenen Tieren schwach entwickelt und bildet einen schmalen Ring um das Auge. Vordere und hintere Nasenöffnungen stehen dicht beieinander, mit gleichem Abstand oder weniger als der Durchmesser der hinteren Nasenöffnungen. Die Basen der zweiten Rückenflosse und der Afterflosse können beschuppt oder nackt sein. Die vergrößerten Schuppen auf jeder Seite der ersten Rückenflosse und an der Bauchflossenbasis sind nicht so groß wie bei Mugil. Entsprechende Schuppen an der Brustflossenbasis fehlen oder sind rudimentär.

## Systematik
Liza ist möglicherweise nicht monophyletisch. Einige Autoren stellen Liza falcipinnis und Liza grandisquamis in die monotypischen Gattungen Neochelon und Parachelon. Chelon ist nahe mit Liza verwandt und möglicherweise kongenerisch mit der Gattung; entsprechend ist die Zuordnung mehrerer Arten umstritten.

## Arten
FishBase listet derzeit 20 gültige Arten:
- Liza abu (Heckel, 1843)
- Liza affinis (Günther, 1861)
- Liza alata (Steindachner, 1892)
- Liza argentea (Quoy & Gaimard, 1825)

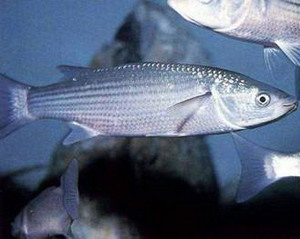
Liza ramada

- Gold-Meeräsche (Liza aurata) (Risso, 1810)
- Liza bandialensis Diouf, 1991
- Liza carinata (Valenciennes, 1836)
- Liza dumerili (Steindachner, 1870)
- Liza falcipinnis (Valenciennes, 1836)
- Liza grandisquamis (Valenciennes, 1836)
- Liza haematocheila (Temminck & Schlegel, 1845)
- Liza klunzingeri (Day, 1888)
- Liza luciae (Penrith & Penrith, 1967)
- Liza mandapamensis Thomson, 1997
- Liza melinoptera Valenciennes, 1836
- Liza persicus (Senou, Randall & Okiyama, 1995)
- Dünnlippige Meeräsche (Liza ramada) (Risso, 1827)
- Liza ramsayi (Macleay, 1883)
- Liza richardsonii (Smith, 1846)
- Springmeeräsche (Liza saliens) (Risso, 1810)
- Liza tricuspidens (Smith, 1935)